# 毛枝山梅花
毛枝山梅花（学名：Philadelphus delavayi var. trichocladus）为虎耳草科山梅花属下的一个变种。

## 扩展阅读
- 維基物種上的相關：毛枝山梅花